# Bolha ionosférica
Bolhas ionosféricas ou Bolhas de plasma podem ser definidas como uma baixa densidade de plasma ionosférico que ocorre na região do equador magnético. Elas são fortemente influenciadas pela radiação magnética do equador magnético, e suas variações são dependentes do ciclo solar.

## Explicação do Fenômeno
Durante o dia, a atmosfera eletricamente neutra da Terra (composta majoritariamente por oxigênio e nitrogênio) sofre um bombardeio de raios ultravioleta vindos do Sol, os quais através de uma ação fotoelétrica, geram íons e elétrons, a partir da altura de aproximadamente 60 km., criando, dessa forma, a ionosfera terrestre.  A ionosfera, portanto, situa-se acima de aproximadamente 60 km de altura. Ela foi descoberta no início do século XX por interferir na propagação de rádio.
Durante o dia, a ionosfera é mais densa, ou seja, abarca mais elétrons e íons livres devido à presença da radiação solar. Após o pôr-do-sol, a ionosfera começa a desaparecer por recombinação entre elétrons e íons, e, na região tropical (isto é, entre os trópicos de Câncer e Capricórnio), ela sobe repentinamente de altura com uma velocidade muito grande em cuja condição forma-se a bolha.
Dizemos então que  bolhas de plasma, ou bolhas ionosféricas são enormes regiões de vazio de plasma e surgem após o pôr-do-sol (elas nunca ocorrem durante o dia) e podem se estender por milhares de quilômetros ao longo das linhas de força do campo magnético terrestre (a Terra é um imenso imã e portanto tem linhas de campo magnético como ocorre com qualquer imã). A ocorrência das bolhas está aproximadamente restrita à região intertropical devido às condições físicas locais que favorecem a geração do fenômeno.

## Regiões do Brasil que ocorre o fenômeno das  Bolhas Ionosféricas e os Problemas gerados por elas
As primeiras detecções do fenômeno das bolhas sobre o território brasileiro ocorreram em 1976, por meio de observações ópticas da ionosfera sobre a região de Cachoeira Paulista, cidade do interior do estado de São Paulo, pelos pesquisadores José Humberto Sobral e Mangalathayil Abdu, ambos do INPE. A descoberta do referido fenômeno sobre o território brasileiro aconteceu simultaneamente em outras partes do globo terrestre por pesquisadores estrangeiros.
Na região brasileira elas ocorrem mais fortemente entre outubro e março e a sua freqüência de ocorrência diminui até atingir um mínimo por volta de junho ou julho. A bolha interfere nas telecomunicações via satélite, por difração das ondas (eletromagnéticas) das telecomunicações, causando-lhes forte alteração tanto de amplitude como de polaridade, o que gera os ruídos. Um resultado típico de tal interferência é o aparecimento de pontos escuros e luminosos na tela do receptor, na recepção direta por antena parabólica caseira. Sistemas de telecomunicações de grande porte tais como os utilizados por muitas empresas de telecomunicações podem também eventualmente sofrer fortes interferências, chegando aos blackouts (interrupções totais) nas comunicações.
As bolhas ionosféricas também poderiam, ao se concentrarem em certo ponto, gerar Campos Magnéticos e Campos Elétricos, que  variam de baixos a médios, o suficiente para interferir na tramitação de qualquer onda eletromagnética.
A variação de intensidade, do campo magnético e elétrico, dependerá de pequenos fatores físicos e climáticos que influem decisivamente na situação. Isso tornaria, dependendo da intensidade dos campos e da freqüência que são transmitidas as ondas eletromagnéticas, muito dificultosas a comunicação via rádio e a localização por radar e GPS. Além de atrapalhar gravemente aparelho que dependem das ondas eletromagnéticas ou de  impulsos eletromagnéticos para funcionarem, agirem e tomarem determinadas atitudes pré-estabelecidas para eles realizarem.

## Observações
- É importante ressaltar que esse fenômeno acontece aproximadamente dentro da região tropical, em cujo caso, significa que Europa, Estados Unidos e Japão, por exemplo, não são atingidos pelo fenômeno;
- E o fenômeno não acontece durante o dia devida alta condutividade iônica influenciada pela radiação solar;
- As bolhas passam a interferir mais fortemente durante a fase de máxima atividade solar que ocorre a cada 11 anos.
- Atualmente, a região do Brasil que mais sofre com os problemas das Bolhas Ionosféricas é a região que abrange a Serra do Cachimbo, no Estado de Mato Grosso. Região essa que é considerada de extrema importância para a condução de estudos e pesquisas, desse fenômeno e de outros, nas áreas de Geofísica, Aeronomia e Atmosféricas.